# かみのやま温泉全国かかし祭
かみのやま温泉全国かかし祭（かみのやまおんせん ぜんこくかかしまつり）は、山形県上山市で毎年秋に行われている祭り。
2024年7月13日、山形新聞社の報道により、祭りに幕を下ろすことが明らかとなった。

## 概要
上山市内や市外各地から様々な手作りのかかしが集まり、展示される。例年10日間ほど開催。会場は上山城の跡地とされる月岡公園か上山市民公園が使用されている。
1971年より毎年開催されており、上山農業高等学校（現山形県立上山明新館高等学校）の生徒がかかしを田んぼに飾り、学級ごとに競い合ったことがきっかけで始まった祭りとされている。当時、上山農業高校のかかしコンクールが廃止予定となっていたが、旅館古窯の社長であった佐藤信二が中心となって各方面にかけあい、事業を継続発展させ、かかし祭りとして継承した。また、同時期に花登筺作詞、三波春夫が歌う「かかし祭り音頭」が完成した。
本祭り内でもかかしの競い合いが行われ、最終日には表彰式が行われる。入場は無料となっているが、かかし祭り協力金を徴収しており、協力者にはパンフレットと投票用紙が配布され、この来場者による投票で最多投票数のかかしには特別賞が贈られている。
会場では「案山子音頭」がBGMとして流されていることが多い。
2020年は節目の50回目であったが、新型コロナウイルス感染拡大の影響で中止となった。2021年も新型コロナウイルスの感染拡大で中止となったが、9月に代替イベントとなる「かみのやま温泉 かかし展示9days」を上山市民公園で開催した。